# 베른역사박물관

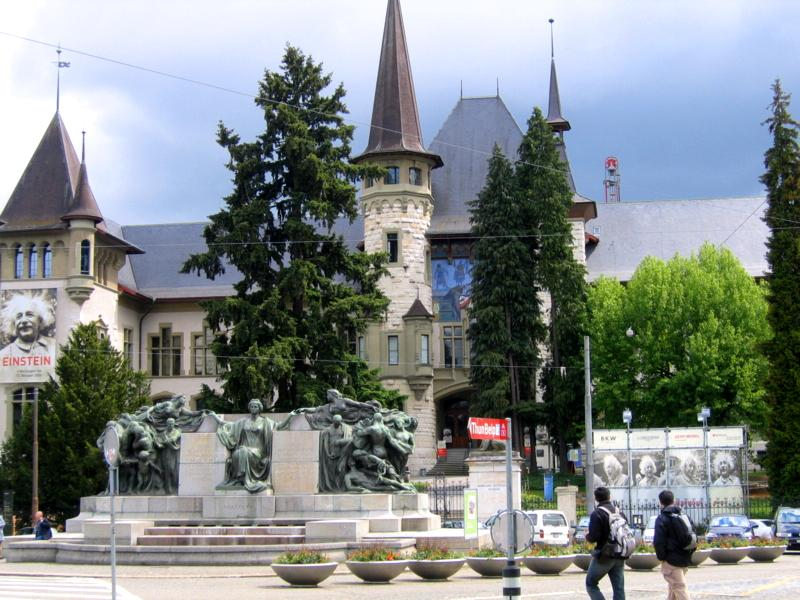
베른역사박물관

베른역사박물관(독일어: Bernisches Historisches Museum, 프랑스어: Musée d’Histoire de Berne)은 스위스에서 두 번째로 가장 큰 역사박물관으로 1894년 뇌샤텔 건축가 앙드레 랑베르(André Lambert)에 의해 설계되어 세워졌다. 원래 스위스 국립박물관(현재는 취리히에 세워짐)으로 계획됐기 때문에 건축가는 15세기부터 16세기까지의 그의 모범적인 다양한 역사적 성들을 골랐다. 원래의 박물관 건물에 대한 확장이 2009년에 이뤄졌다.